# مقاطعة نورثهامبتون (بنسلفانيا)
مقاطعة نورثهامبتون هي مقاطعة في بنسلفانيا، تتبع بنسلفانيا، بلغ عدد سكانها 297٬735  نسمة، في 2010، عاصمتها إيستون، تبلغ مساحتها 977 كيلومتر مربع.

## الموقع
تشترك في الحدود مع:
- مقاطعة مونرو
- مقاطعة ليهاي
- مقاطعة باكز
- مقاطعة وارين
- مقاطعة كربون.